# Vállalati csalódások
A Vállalati csalódások (eredeti cím: The Company Men) 2010-ben bemutatott amerikai filmdráma, amelynek rendezője és forgatókönyvírója Jon Wells. A főszerepben Ben Affleck, Kevin Costner, Chris Cooper és Tommy Lee Jones látható.
A 26. Sundance Filmfesztiválon debütált 2010. január 22-én. Az amerikai mozikban egy évvel később, 2011. január 22-én mutatták be.

## Szereplők
| Színész          | Szerep          | Magyar hang    |
| ---------------- | --------------- | -------------- |
| Ben Affleck      | Bobby Walker    | Széles Tamás   |
| Tommy Lee Jones  | Gene McClary    | Reviczky Gábor |
| Chris Cooper     | Phil Woodward   | Barbinek Péter |
| Kevin Costner    | Jack Dolan      | Kőszegi Ákos   |
| Maria Bello      | Sally Wilcox    | Hámori Eszter  |
| Rosemarie DeWitt | Maggie Walker   | Németh Kriszta |
| Craig T. Nelson  | James Salinger  | Ujréti László  |
| Eamonn Walker    | Danny           | N/A            |
| Dana Eskelson    | Diedre Dolan    | N/A            |
| Nancy Villone    | Diane Lindstrom | N/A            |